# 三重県道683号枅川青山線
- 枅川青山線
- 枡川青山線

三重県道683号枅川青山線（みえけんどう683ごう ひじきがわあおやません）は、三重県伊賀市を通る一般県道である。

## 概要
伊賀市枅川から伊賀市伊勢路に至る。
途中にヘアピンカーブがあり、険道の1つとして知られる。地域住民の生活道路として利用される。

### 路線データ
- 起点：伊賀市枅川（丸山交差点、国道422号交点、三重県道686号上野島ヶ原線起点）
- 終点：伊賀市伊勢路（三重県道2号伊賀青山線交点）
- 総延長：7,515 m

## 歴史
- 1959年（昭和34年）1月25日 - 路線認定[1]。

## 地理

### 通過する自治体
- 伊賀市

### 交差する道路
| 交差する道路                        | 交差する場所 | 交差する場所      |
| ----------------------------------- | ------------ | ----------------- |
| 国道422号 三重県道686号上野島ヶ原線 | 枅川         | 丸山交差点 / 起点 |
| 伊賀コリドール                      | 比自岐       |                   |
| 三重県道2号伊賀青山線               | 伊勢路       | 終点              |

### 交差する鉄道
- 伊賀鉄道伊賀線

### 沿線
- 木津川

- 比自岐川 - 木津川支流

- 伊賀鉄道伊賀線 丸山駅
- 枅川公民館
- 比自岐簡易郵便局
- JAいがほくぶ 比自岐ふれあい店
- 真言律宗牛草山金泉寺（伊賀四国八十八ヶ所霊場第18番札所）